# Трињано (Терамо)
Трињано (итал. Trignano) је насеље у Италији у округу Терамо, региону Абруцо.
Према процени из 2011. у насељу је живело 125 становника. Насеље се налази на надморској висини од 425 м.